# Храстовац (Гарешница)
Храстовац је насељено место у саставу града Гарешнице у Бјеловарско-билогорској жупанији, Република Хрватска.

## Историја
До територијалне реорганизације у Хрватској налазио се у саставу старе општине Гарешница. До краја Другог светског рата, Храстовац је било већински немачко село Eichendorf.

## Становништво
На попису становништва 2011. године, Храстовац је имао 479 становника.

## Попис1991.
На попису становништва 1991. године, насељено место Храстовац је имало 521 становника, следећег националног састава:
| Попис 1991.‍  | Попис 1991.‍  | Попис 1991.‍ | Попис 1991.‍ | Попис 1991.‍ |
| ------------ | ------------ | ----------- | ----------- | ----------- |
|              |              |             |             |             |
| Хрвати       | Хрвати       |             | 499         | 95,77%      |
| Југословени  | Југословени  |             | 6           | 1,15%       |
| Срби         | Срби         |             | 6           | 1,15%       |
| Македонци    | Македонци    |             | 2           | 0,38%       |
| Муслимани    | Муслимани    |             | 1           | 0,19%       |
| неопредељени | неопредељени |             | 3           | 0,57%       |
| непознато    | непознато    |             | 4           | 0,76%       |
| укупно: 521  |              |             |             |             |